# Fresnes-Mazancourt
Fresnes-Mazancourt és un municipi francès situat al departament del Somme i a la regió dels Alts de França. L'any 2007 tenia 104 habitants.

## Demografia

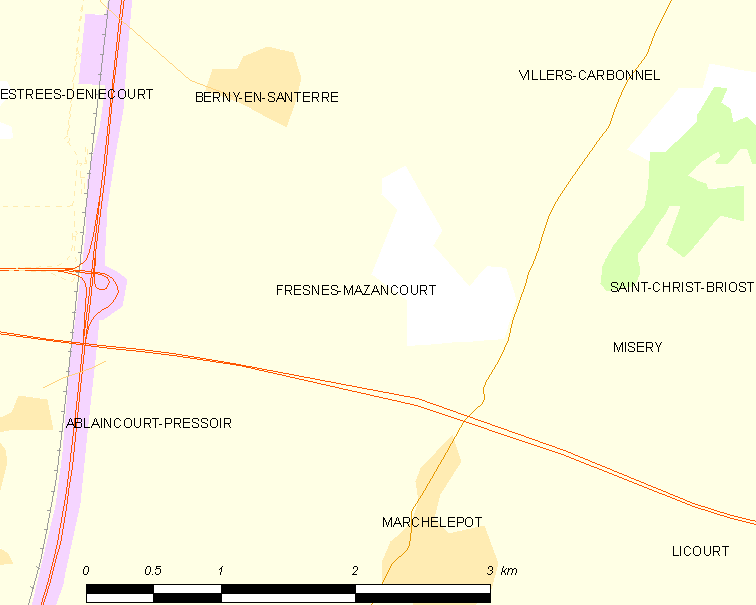
Mapa del municipi

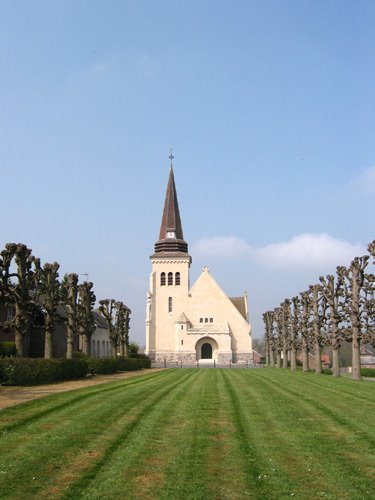
Església

### Població
El 2007 la població de fet de Fresnes-Mazancourt era de 104 persones. Hi havia 40 famílies de les quals 14 eren unipersonals (7 homes vivint sols i 7 dones vivint soles), 11 parelles sense fills i 15 parelles amb fills.
La població ha evolucionat segons el següent gràfic:

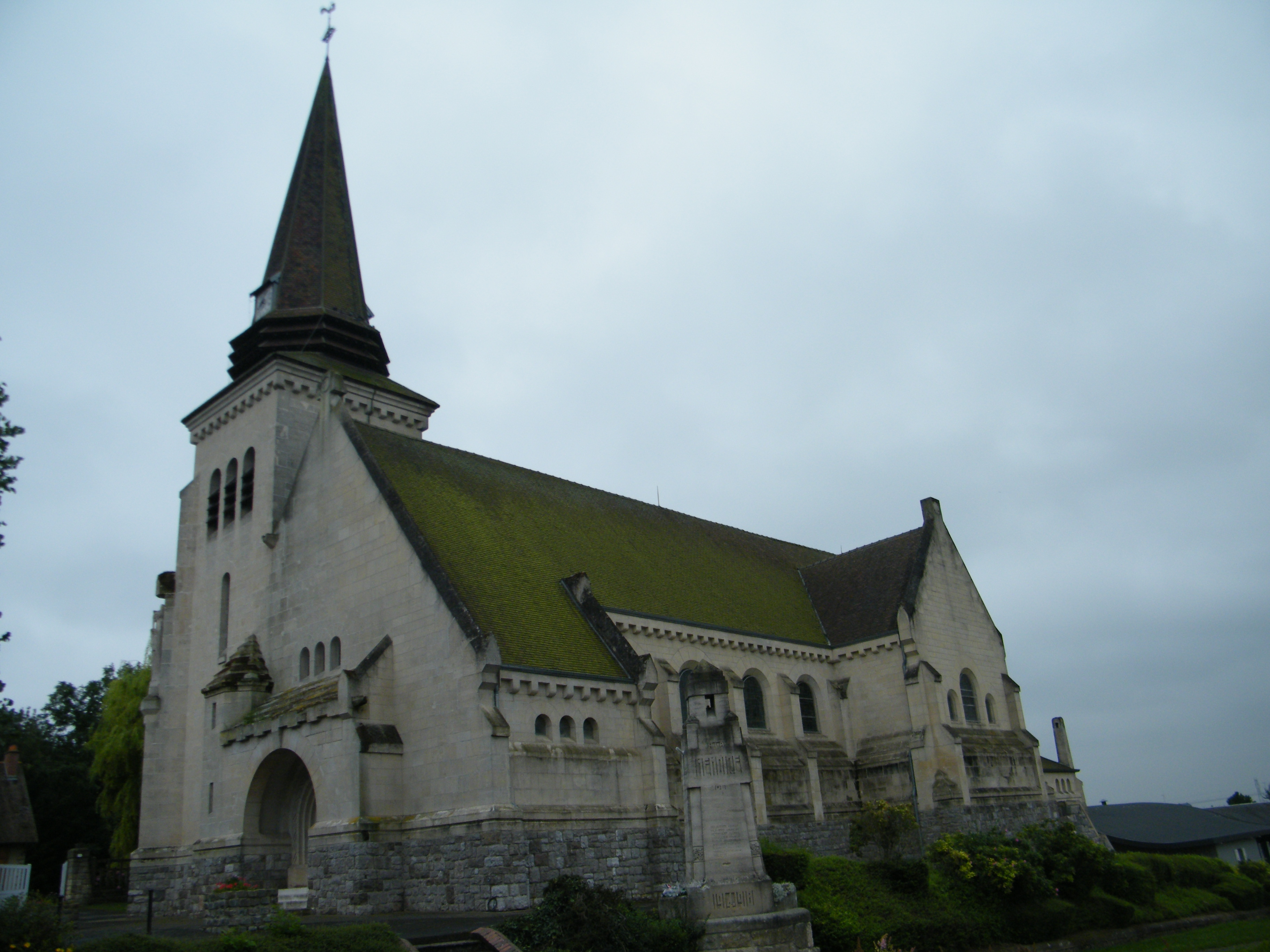
Església

Habitants censats

### Habitatges
El 2007 hi havia 55 habitatges, 45 eren l'habitatge principal de la família, 5 eren segones residències i 5 estaven desocupats. Tots els 54 habitatges eren cases. Dels 45 habitatges principals, 28 estaven ocupats pels seus propietaris i 17 estaven llogats i ocupats pels llogaters; 1 tenia una cambra, 5 en tenien dues, 6 en tenien tres, 13 en tenien quatre i 21 en tenien cinc o més. 35 habitatges disposaven pel capbaix d'una plaça de pàrquing. A 22 habitatges hi havia un automòbil i a 13 n'hi havia dos o més.

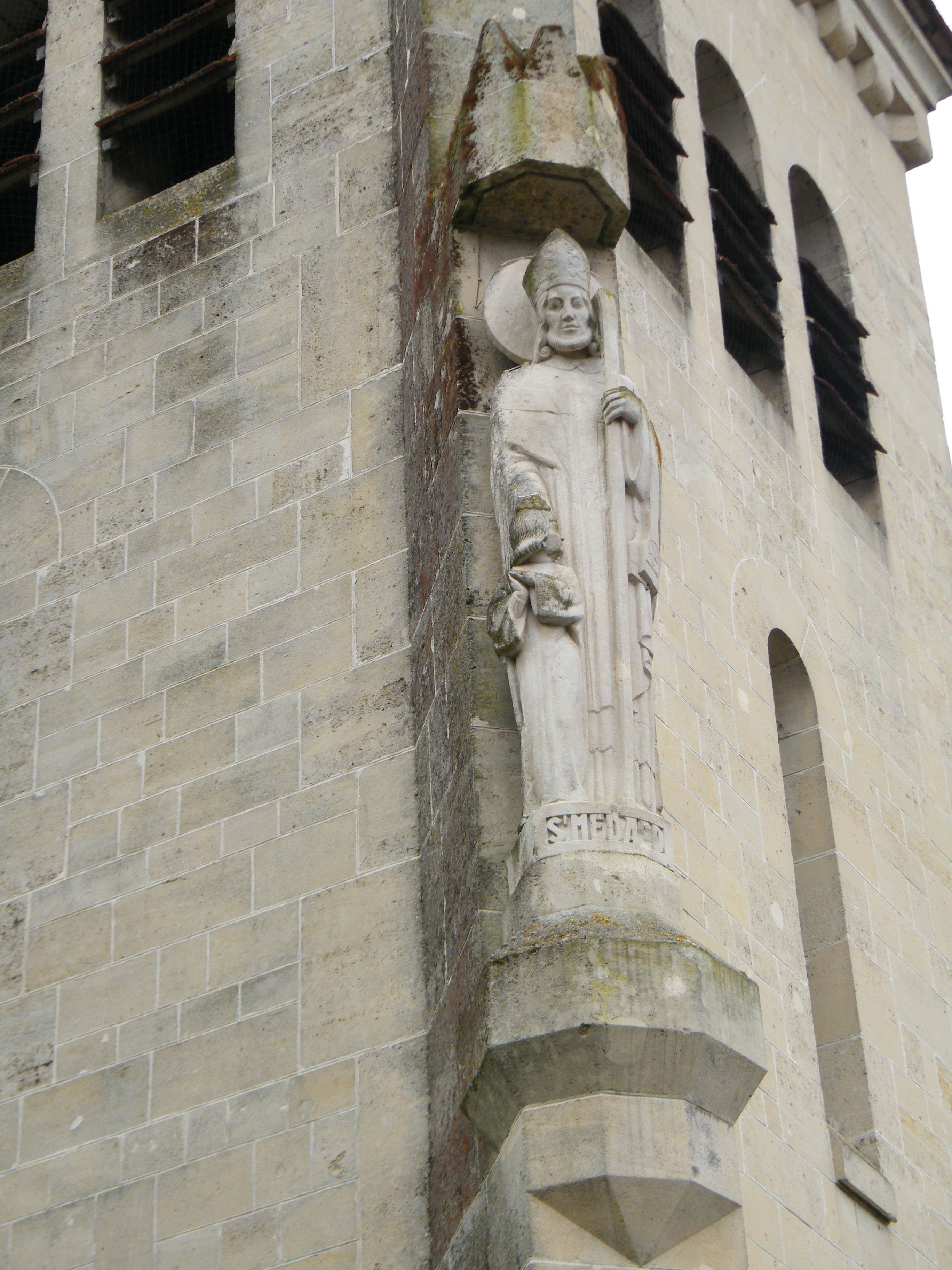

### Piràmide de població
La piràmide de població per edats i sexe el 2009 era:
| Homes | Edats   | Dones |
| ----- | ------- | ----- |
| 0     | 95 o +  | 0     |
| 0     | 90 a 94 | 0     |
| 0     | 85 a 89 | 4     |
| 4     | 80 a 84 | 4     |
| 0     | 75 a 79 | 0     |
| 4     | 70 a 74 | 4     |
| 8     | 65 a 69 | 4     |
| 0     | 60 a 64 | 0     |
| 0     | 55 a 59 | 8     |
| 0     | 50 a 54 | 4     |
| 0     | 45 a 49 | 0     |
| 8     | 40 a 44 | 4     |
| 4     | 35 a 39 | 0     |
| 20    | 30 a 34 | 0     |
| 0     | 25 a 29 | 16    |
| 4     | 20 a 24 | 4     |
| 0     | 15 a 19 | 0     |
| 4     | 10 a 14 | 0     |
| 8     | 5 a 9   | 0     |
| 12    | 0 a 4   | 4     |

## Economia
El 2007 la població en edat de treballar era de 59 persones, 44 eren actives i 15 eren inactives. De les 44 persones actives 34 estaven ocupades (23 homes i 11 dones) i 9 estaven aturades (2 homes i 7 dones). De les 15 persones inactives 4 estaven jubilades, 3 estaven estudiant i 8 estaven classificades com a «altres inactius».
Activitats econòmiques
Dels 7 establiments que hi havia el 2007, 1 era d'una empresa de construcció, 1 d'una empresa de comerç i reparació d'automòbils, 3 d'empreses d'hostatgeria i restauració i 2 d'empreses de serveis.
Els 2 serveis als particulars que hi havia el 2009 eren restaurants.
L'any 2000 a Fresnes-Mazancourt hi havia 3 explotacions agrícoles que ocupaven un total de 291 hectàrees.

## Poblacions més properes
El següent diagrama mostra les poblacions més properes.